# 朝元图
《朝元图》是一幅元代壁画巨制，位于中国山西省芮城县永乐宫主殿三清殿殿内，由马君祥、马七父子等人绘制于元泰定二年（1325年），满布四壁，面积共计403.34平方米，高4.26米，长达94.68米。《朝元图》是永乐宫壁画最精美的部分，也是中国现存规模最大、题材最丰富的元代壁画。
《朝元图》表现的是道教诸神朝拜元始天尊的场景，因而得名。壁画由286位道教神祇组成，绘有六帝二后、三十二天帝君、玄元十子、历代传经法师、北斗诸星、五星四曜等神仙，身高均在两米以上，冠带华丽，衣衫飘举，表情生动，线条流畅，设色古雅，全画继承了唐代画家吴道子《五圣朝元图》的风格。

## 人物
- 白虎星君
- 雷公、电母、雨师、风伯
- 八卦神
- 十太乙
- 雷部十元帅：赵元帅、康元帅、马元帅、关元帅、温元帅、庞元帅、辛元帅、刘天君、毕元帅、邓元帅
- 西王母
- 东王公、
- 引进仙官
- 仓颉、孔子
- 天猷副元帅
- 佑圣真武
- 勾陈大帝、
- 天杀大神
- 三官大帝
- 紫光夫人（斗姆元君）
- 二十八宿
- 南斗六星
- 传经法师：应夷节、葛玄、许逊、田虚应、张道陵、冯惟良、
- 东极青华大帝（太乙救苦天尊）
- 三十二天帝
- 玄元十子（关尹子、辛文子、庚桑子、南荣子、尹文子、士成子、崔瞿子、柏矩子、列子、庄子）
- 南极长生大帝
- 紫微大帝
- 天罡大圣
- 北斗七星君和三台星君
- 十一曜
- 玉皇大帝
- 天蓬元帅
- 翊圣黑杀将军
- 十二元神
- 四目老翁
- 扶桑大帝
- 五岳大帝
- 四渎神君
- 福禄寿三星
- 后土娘娘
- 青龙星君
- 酆都大帝
- 十殿阎罗
- 梓潼文昌帝君
- 三元将军
- 茅盈
- 玉女
- 天丁力士